# Сатка
Сатка (рус. Сатка) град је у Русији у Чељабинској области.

## Становништво
| 1939.  | 1959.  | 1970.  | 1979.  | 1989.  | 2002.  | 2010.  |
| ------ | ------ | ------ | ------ | ------ | ------ | ------ |
| 28.411 | 43.142 | 44.112 | 46.191 | 50.664 | 49.686 | 45.178 |